# Division I 1991-1992 (pallacanestro maschile)
La Division I 1991-1992 è stata la 60ª edizione del massimo campionato belga di pallacanestro maschile. La vittoria finale è stata appannaggio del Racing Mechelen.

## Risultati

### Stagione regolare
|     | Squadra            | G  | V  | P  | PF | PS | Pt. | Qualificazione          |
| --- | ------------------ | -- | -- | -- | -- | -- | --- | ----------------------- |
| 1.  | Racing Mechelen    | 26 | 23 | 3  |    |    | 46  | playoff                 |
| 2.  | Castors Braine     | 26 | 20 | 6  |    |    | 40  | playoff                 |
| 3.  | Ostenda            | 26 | 19 | 7  |    |    | 38  | playoff                 |
| 4.  | Spirou Charleroi   | 26 | 18 | 8  |    |    | 36  | playoff                 |
| 5.  | Bobcat Gent        | 26 | 16 | 10 |    |    | 32  |                         |
| 6.  | Verviers-Pepinster | 26 | 13 | 13 |    |    | 26  |                         |
| 7.  | Houthalen          | 26 | 13 | 13 |    |    | 26  |                         |
| 8.  | Maccabi Bruxelles  | 26 | 11 | 15 |    |    | 22  |                         |
| 9.  | Damme              | 26 | 11 | 15 |    |    | 22  |                         |
| 10. | Lovanio            | 26 | 10 | 16 |    |    | 20  |                         |
| 11. | Saint-Louis Liegi  | 26 | 9  | 17 |    |    | 18  |                         |
| 12. | Avenir Namur       | 26 | 8  | 18 |    |    | 16  | spareggio retrocessione |
| 13. | Brandt Kortrijk    | 26 | 8  | 18 |    |    | 16  | spareggio retrocessione |
| 14. | Union Quaregnon    | 26 | 3  | 23 |    |    | 6   | retrocesso              |

### Spareggio retrocessione
| Squadra 1       | Totale    | Squadra 2    | Andata | Ritorno |
| --------------- | --------- | ------------ | ------ | ------- |
| Brandt Kortrijk | 143 - 140 | Avenir Namur | 81-55  | 62-85   |

### Playoff
|  | Semifinali | Semifinali       | Semifinali |                |    | Finale          | Finale | Finale |  |
|  |            |                  |            |                |    |                 |        |        |  |
|  | 1.         | Racing Mechelen  | 2          |                |    |                 |        |        |  |
|  | 1.         | Racing Mechelen  | 2          |                |    |                 |        |        |  |
|  | 4.         | Spirou Charleroi | 1          |                |    |                 |        |        |  |
|  | 4.         | Spirou Charleroi | 1          |                | 1. | Racing Mechelen | 3      |        |  |
|  |            |                  |            |                | 1. | Racing Mechelen | 3      |        |  |
|  |            |                  | 2.         | Castors Braine | 2  |                 |        |        |  |
|  | 2.         | Castors Braine   | 2.         | Castors Braine | 2  | 2               |        |        |  |
|  | 2.         | Castors Braine   |            |                |    |                 |        |        |  |
|  | 3.         | Ostenda          | 1          |                |    |                 |        |        |  |

| Division I 1991-1992       |
| -------------------------- |
| Racing Mechelen 13º titolo |

## Formazione vincitrice
| N° | Naz.                   | Ruolo | Sportivo                |  | Alt. |  |
| -- | ---------------------- | ----- | ----------------------- |  | ---- |  |
|    | Belgio (bandiera)      | AC    | Éric Struelens          |  | 208  |  |
|    | Belgio (bandiera)      | G     | Danny Herman            |  | 192  |  |
|    | Belgio (bandiera)      | A     | Marc Deheneffe          |  | 199  |  |
|    | Belgio (bandiera)      | A     | Rik Samaey              |  | 202  |  |
|    | Belgio (bandiera)      | C     | Dimitri Lambrecht       |  | 206  |  |
|    | Stati Uniti (bandiera) | AP    | Bill Varner             |  | 198  |  |
|    | Belgio (bandiera)      | All.  | Lucien Van Kersschaever |  |      |  |